# Dianella brevicaulis
Dianella brevicaulis är en grästrädsväxtart som först beskrevs av Carl Hansen Ostenfeld, och fick sitt nu gällande namn av Geoffrey William Carr och P.F.Horsfall. Dianella brevicaulis ingår i släktet Dianella och familjen grästrädsväxter. Inga underarter finns listade i Catalogue of Life.